# Osdorp Stijl
Osdorp Stijl è l'album di debutto del gruppo Rap Osdorp Posse.

## Tracce
1. Intro
2. Hyped
3. Moordenaars
4. Hard met m'n hart
5. Wij zijn kwaad
6. Censuur
7. Katholieke trut
8. Pak die snol!
9. Vrouwonvriendelijk?
10. Kort maar krachtig
11. Hardcore
12. Beneden met vrede
13. Geld voor geweld
14. Dump die junk!
15. Beats van Seda
16. Bier
17. Gangsterdam
18. Zwart-wit
19. Je moerstaal
20. Commerciële AIDS
21. De uitverkoop
22. Rijmtest
23. Osdorp stijl / Outtro